# Пармский баптистерий
Пармский баптистерий (итал. Battistero di Parma) — баптистерий в Парме, на Соборной площади.

## История
Работы по его возведению велись приблизительно в 1150—1230 годах, под руководством скульптора Бенедетто Антелами. Согласно сохранившемся записям на портале баптистерия отделочные работы были начаты в 1196 году. Строительство было завершено в 1270 году, когда баптистерий был освящен. Знаменует собой переход между романским и готическим стилями архитектуры.

## Описание
Представляет из себя октогон. По виду напоминает башню. В нижней части строения в трех из восьми граней расположены входные перспективные порталы, другие пять сторон украшены ложными арками, копирующими порталы. Выше находятся четыре ряда открытых лоджий-галерей, облегчающих внешний вид мощного строения. Верхняя часть фасада декорирована аркатурно-колончатым поясом с заостренными арками. Башня увенчана каменной балюстрадой и пинаклями разного размера над каждой из граней. Фасад облицован веронским мрамором. Внутреннее пространство баптистерия шестнадцатигранное. Первый ярус представляет из себя аркады с нишами. Три ниши заняты дверьми, остальные расписаны фресками (XIII — XIV век). Над первым ярусом находятся два яруса галерей, каждая ячейка которых визуально разделена на три части колоннами. Баптистерий перекрыт зонтичным куполом, расписанным темперой и поддерживаемым шестнадцатью трубчатыми ребрами из веронского мрамора. Изображения купола разделены на шесть концентрических кругов. Верхний — красное небо вечной любви. Ниже — звездное небо на Иерусалимом. Под ним двенадцать апостолов и четыре евангелиста. Четвертый круг представляет Христа на троне в окружении Мадонны, Иоанна Крестителя и тринадцати апостолов. Пятый — эпизоды из жизни Иоанна Крестителя. И в самомом нижннем круге — цикл из жизни Авраама.